# Osadnicy
Osadnicy (ang. The Settlers) – powieść napisana przez amerykańskiego pisarza Jamesa Olivera Curwooda.
Jest to powieść przygodowa, podobnie jak większość utworów Curwooda. Pierwsze polskie wydanie pojawiło się w 1991 roku. Książkę przetłumaczyła Halina Borowikowa występująca pod pseudonimem Jerzy Marlicz.